# Enon Kawatani
Enon Kawatani  (川谷 絵音?, Kawatani Enon), pseudonimo di Kenta Kawatani (川谷 健太?, Kawatani Kenta; Nagasaki, 3 dicembre 1988), è un musicista e cantautore giapponese, cantante e chitarrista dei gruppi musicali Gesu no Kiwami Otome, Indigo la End, Genie High e Ichikoro.
Nella sua carriera ha collaborato inoltre con vari musicisti della scena nipponica, in qualità di compositore o produttore.

## Biografia
Kawatani si avvicina alla musica all'età di otto anni, quando ascolta la canzone High Pressure di T.M.Revolution (1997). Inizia a comporre musica mentre è studente universitario alla Tokyo University of Agriculture and Technology. Lì fa conoscenza di Masao Wada (attualmente conosciuto come il bassista dei Gesu no Kiwami Otome, Kyūjitsu Kachō). Nell'aprile 2009, Kawatani forma il gruppo Indigo la End, esibendosi prevalentemente dal vivo nelle aree di Shinjuku, Shimokitazawa e Shibuya di Tokyo. Nel'aprile 2012 gli Indigo la End pubblicano il loro primo extended play, dal titolo Sayōnara, subarashii sekai, sotto l'etichetta indipendente Space Shower Music.
Nel maggio 2012, Kawatani dà vita a un nuovo progetto musicale, che prende il nome di Gesu no Kiwami Otome, a cui partecipano diversi musicisti con cui il cantante aveva collaborato nei mesi precedenti. Kawatani continua a pubblicare musica con gli Indigo la End, con il loro secondo extended play Nagisa nite nel settembre 2012 e il loro primo album Yoru ni mahō o kakerarete nel febbraio 2013. Un mese dopo anche i Gesu no Kiwami Otome pubblicano il loro primo lavoro, l'EP Doresu no nugikata, sempre attraverso Space Shower Music.
Nel dicembre 2013, entrambe le band di Kawatani firmano con la Warner Unborde. Sotto la nuova etichetta vengono pubblicati gli album Min'na nōmaru (みんなノーマル?) dei Gesu no Kiwami Otome e Ano machi record degli Indigo la End, entrambi il 2 aprile 2014. Nell'agosto 2014, il brano dei Gesu no Kiwami Otome Ryōkiteki na kiss o watashi ni shite viene usato come sigla di apertura del dorama Around 30-chan: Mushūsei e pubblicato come singolo. Esso raggiunge il numero quattro nella classifica Billboard Japan Hot 100, e viene certificato disco d'oro dalla Recording Industry Association of Japan. L'album di debutto della band Miryoku ga sugoi yo (2014) ha raggiunto il numero quattro nella classifica degli album di Oricon, e il loro secondo, Ryōseibai (2016), ha raggiunto il numero uno, dopo diversi singoli di successo commerciale pubblicati nel 2015: Watashi igai watashi watashi janai no, Romance ga ariamaru e Otonatic.
Nel 2014, Kawatani ha composto canzoni per musicisti al di fuori delle sue due band per la prima volta, quando ha dato alla boyband SMAP due canzoni per il loro album Mr. S. Kawatani ha lavorato di nuovo con la band nel 2015, sul loro singolo Ai ga tomaru made wa, ha anche lavorato con Tomohisa Yamashita e il gruppo femminile Team Syachihoko sul loro singolo Shampoo Hat (2014).

## Vita privata
Il vero nome di Kawatani è Kenta, anche se ha usato il nome Enon Kawatani almeno dal 2011. Nelle prime uscite di Gesu no Kiwami Otome, Kawatani ha usato lo pseudonimo MC.K.
Nel gennaio 2016, la rivista Shūkan Bunshun ha riferito che Kawatani si era sposato in segreto con una donna non celibe a metà del 2015 e che era sospettato di avere una relazione con il personaggio televisivo Becky. L'articolo dettagliato ha fatto trapelare le conversazioni tra i due dall'applicazione di messaggistica Line. Questo ha portato Becky a tenere una conferenza stampa un giorno prima dell'uscita dell'articolo in cui si scusava per la sua condotta, e Kawatani a rilasciare una dichiarazione di scuse in cui ha professato che lui e Becky erano solo amici intimi. Nel dicembre 2015, Shin-Ei Animation aveva contattato Kawatani per chiedergli di scrivere la sigla del film Crayon Shin-chan: Fast Asleep! Dreaming World Big Assault! (2016) e la sua band Gesu no Kiwami Otome per eseguirla. Tuttavia, dopo che le accuse di adulterio sono state pubblicate, Shin-Ei ha revocato l'offerta.

## Discografia

### Produzione discografica
| Anno | Artista                                                                                                | Titolo                                                            | Album                                | Note |
| ---- | --- | ----------------------------------------------------------------- | ------------------------------------ | --- |
| 2014 | SMAP                                                                                                   | Amanojaku (アマノジャク?)                                         | Mr. S                                | Testi e composizione. |
| 2014 | SMAP                                                                                                   | Suki yo (好きよ? "I Like You")                                    | Mr. S                                | Testi e composizione. Classificata al numero 67 della Billboard Billboard Japan Hot 100. |
| 2014 | Tomohisa Yamashita                                                                                     | Modorenai Kara (戻れないから? "Because We Can't Go Back")         | You                                  | Testi e composizione. |
| 2014 | Team Syachihoko                                                                                        | Shampoo Hat (シャンプーハット?, Shampū Hatto)                     | singolo                              | Testi e composizione. Uscito come singolo, ha raggiunto il numero 4 nelle classifiche single Oricon e il numero 22 nella Billboard Japan Hot 100.                                               |
| 2015 | SMAP                                                                                                   | Ai ga Tomaru made wa (愛が止まるまでは? "Until Love Stops")       | singolo                              | Testi e composizione. Raggiunge il numero 64 del Billboard Japan Hot 100. Come double A-side con "Otherside", la canzone è stata classificata al numero uno delle classifiche single di Oricon. |
| 2015 | The Bed Room Tape featuring Enon Kawatani                                                              | Inochi no Hi (命の火? "Fire of Life")                             | Yarn                                 | Testi e co-composizione, oltre alla voce ospite. Pubblicato come singolo in vinile a fianco del brano "Onpu no Minato" il 29 gennaio 2016.                                                      |
| 2016 | 夢みるアドレセンス (Yumemiru adoresensu?)                                                              | 大人やらせてよ (Otona yara sete yo?)                              |                                      | |
| 2018 | sleepyhead, S!N, めいちゃん, ゆう十, ピコ                                                              | 江戸女 (Edoon'na?)                                                |                                      | |
| 2018 | メイリア (GARNiDELiA), ゆう十, ピコ                                                                    | 瞳に吸い込まれてしまう (Hitomi ni suikoma rete shimau?)           |                                      | |
| 2018 | Gorō Inagaki                                                                                           | SUZUNARI                                                          | singolo                              | |
| 2018 | さらば青春の光（川谷絵音歌唱）                                                                         | 大三元のテーマ (Daisangen no tēma?)                               |                                      | |
| 2019 | originals                                                                                              | あっちゅーまやねん 人生 (Atchi yū ̄maya nen jinsei?)               |                                      | |
| 2019 | Shiritsu Ebisu chūgaku                                                                                 | トレンディガール (Torendigāru?)                                   | singolo                              | |
| 2019 | Shiritsu Ebisu chūgaku                                                                                 | あなたのダンスで騒がしい (Anata no dansu de sawagashī?)           |                                      | |
| 2019 | 結城萌子                                                                                               | 散々花嫁 (Sanzan hanayome?)                                       |                                      | |
| 2019 | 結城萌子                                                                                               | さよなら私の青春 (Sayonara watashi no seishun?)                   |                                      | |
| 2019 | 結城萌子                                                                                               | 幸福雨 (Kōfuku ame?)                                              |                                      | |
| 2019 | 結城萌子                                                                                               | 元恋人よ (Moto koibitoyo?)                                        |                                      | |
| 2019 | 人選のセンス                                                                                           | 私以外私じゃないの2 (Watashi igai watashi janai no 2?)            |                                      | |
| 2019 | ハンバーグ師匠 feat. OZAWA                                                                             | TOKYOハンバーグ (Tōkyō hanbāgu?)                                  |                                      | |
| 2019 | Maaya Sakamoto                                                                                         | ユーランゴブレット (Yūrangoburetto?)                              | Ima dake no ongaku (今日だけの音楽?) | |
| 2019 | Maaya Sakamoto                                                                                         | 細やかに蓋をして (Komayaka ni futa o shite?)                      | Ima dake no ongaku (今日だけの音楽?) | |
| 2020 | BENI                                                                                                   | だけど放て (Dakedo hanate?)                                       |                                      | |
| 2020 | Kizuna AI × 花譜                                                                                       | ラブしい (Rabu shī?)                                              |                                      | |
| 2021 | さらば青春の光（川谷絵音歌唱）                                                                         | 四季折々 (Shiki oriori?) ~Opening~                                |                                      | |
| 2021 | さらば青春の光（川谷絵音歌唱）                                                                         | 四季折々 (Shiki oriori?) ~Ending~                                 |                                      | |
| 2021 | MISIA                                                                                                  | 想いはらはらと (Omoi harahara to?)                                | singolo                              | |
| 2021 | Takumi Kitamura (DISH//) 長屋晴子（緑黄色社会） ホリエアツシ（Straightener） 三原健司（Frederic） yama | 春は溶けて (Haru wa tokete?)                                      | singolo                              | Versione di Radio Bootsy del singolo degli indigo la End |
| 2021 | Little Black Dress                                                                                     | 夏だらけのグライダー (Natsu-darake no guraidā?)                   |                                      | |
| 2021 | Little Black Dress                                                                                     | 雨と恋心 (Ame to koigokoro?)                                      |                                      | |
| 2021 | Hiromi Gō                                                                                              | 狐火 (作詞) (Kitsunebi (sakushi)?)                                |                                      | |
| 2021 | 宮川大聖                                                                                               | 雨とパラダイムシフト (作曲) (Ame to paradaimushifuto (sakkyoku)?) |                                      | |
| 2021 | Kanjani Eight                                                                                          | Let Me Down Easy                                                  | 8BEAT                                | |
| 2021 | yama                                                                                                   | スモーキーヒロイン (Sumōkīhiroin?)                                | singolo                              | |
| 2021 | Tomoyo Harada                                                                                          | ヴァイオレット (Vuaioretto?)                                      | singolo                              | |
| 2021 | Youplus                                                                                                | ぐるぐる (Guruguru?)                                              |                                      | |
| 2022 | めいちゃん                                                                                             | ズルい幻 (Zuru i maboroshi?)                                      |                                      | |
| 2022 | Sou | 常夜灯 (Jōyatō?)                                                  |                                      | |
| 2022 | Urashimasakatasen                                                                                      | ヨニゲーム (Yonigēmu?)                                            |                                      | |
| 2022 | Itō Kento                                                                                              | 真夜中のラブ (Mayonaka no rabu?)                                  |                                      | |
| 2022 | TOSHIMITSU                                                                                             | 僕らの鳥 (Bokura no tori?)                                        |                                      | |
| 2022 | Team Syachihoko                                                                                        | 江戸女 (Edoon'na?)                                                |                                      | |